# Dolbina elegans

Verbreitung von Dolbina elegans

Dolbina elegans ist ein Schmetterling (Nachtfalter) aus der Familie der Schwärmer (Sphingidae).

## Merkmale
Die Falter erreichen eine Flügelspannweite von 40 bis 53 Millimetern. Sie sind in unterschiedlichen Schattierungen braun- bis schwarzgrau gefärbt und dadurch relativ unscheinbar. Eier, Raupen und Puppen sind unbekannt, es wird vermutet, dass die Raupen nach dem Schlupf gelblich gefärbt sind.

## Vorkommen
Die Art ist von der Ukraine, Moldawien, über den Osten Rumäniens und den Osten und Süden Bulgariens, den Norden Griechenlands, den Westen und Süden der Türkei bis in den Norden Syriens, Westjordanien, Israel, den Nordirak und Nordiran verbreitet. Es ist auf Grund des Forschungsstandes jedoch nicht auszuschließen, dass sie auch in anderen Teilen Asiens verbreitet ist.
Die Tiere besiedeln vor allem lichte Wälder und Buschland entlang von alluvialem Schwemmland in landwirtschaftlich bewirtschafteten Tälern und bewaldete Schluchten angrenzend an diese. In manchen Regionen ist die Art durch Überbewirtschaftung und Lebensraumzerstörung auf letztere Habitate beschränkt. In Israel und Jordanien findet man die Art in bewaldeten, feuchten Schluchten, die an Flüsse angrenzen. Diese Lebensräume sind feuchter als die umgebenden Gebiete, wodurch sie mit zahlreichen kleinwüchsigen Eschen bewachsen sind, die Bereiche durch ein geschlossenes Kronendach abdecken.

## Lebensweise
Auch die Lebensweise der Raupen ist unbekannt. Es wird vermutet, dass sich die Art wie auch die übrigen asiatisch verbreiteten Arten der Gattung Dolbina von Eschen (Fraxinus) ernährt. Die Imagines fliegen in zwei, manchmal auch drei Generationen von April/Mai bis Anfang September. In Europa fliegen sie hauptsächlich im Juli, wobei man sie im Süden Bulgariens regelmäßig auch im April und Juli antrifft. Die Tiere sind nicht sehr aktiv und fliegen nur in einer kurzen Zeit nach der Dämmerung, nahe am Erdboden. Welche Parasitoide die Art befallen, ist unbekannt.

## Belege